# Highland, Indiana
Highland är en stad (town) i Lake County, i delstaten Indiana, USA. Enligt United States Census Bureau har staden en folkmängd på 23 705 invånare (2011) och en landarea på 18 km².